# Сямън
Сямън е основен град на югоизточния бряг на Китай в провинция Фудзиен. Населението му е 3 531 347 (2010 г.), като в урбанизираната градска част живеят около 1 861 289 жители. Градската част е с площ от 230 km², а метрополният район – 3218 km². Намира се в часова зона UTC+8. Пощенският му код е 361000, а телефонният – 592. Урбанизираната територия на града обхваща общо 6 района – Хули, Съмин, Дзимей, Тун'ан, Хайцан и Сян'ан. Островите Дзинмън (Кинмън), които са под контрола на Република Китай (Тайван), се намират на по-малко от 10 km от града.
През 19 век Сямън е договорно пристанище (по силата на т. нар. неравноправни договори) и една от четирите специални икономически зони в Китай, създадени през 80-те години на миналия век, когато държавата започва икономически реформи с цел улесняване на чуждестранните инвестиции. Градът е известен с културните си и образователни институции, подпомагани от граждани на Китай, живеещи извън страната. През 2006 г. Сямън е обявен за „втория най-подходящ за живеене град“ в Китай, а през 2011 г. – за „най-романтичния и развлекателен град“ в Китай.

## История

### Име на града
Територията, върху която е разположен Сямън, се среща под името Тон'ан в някои документи от времето на династията Хан. Самият остров Сямън е бил известен като Дзяхъ-Ю до момента, в който генерал Джоу построява върху едноименния остров по време на управлението на династия Мин през 1387 г. н.е. замъка Сямън с цел защита срещу японските пирати.
Първоначално името Сямън било изписвано като „下門“ и се е изговаряло „ε̄-mûi“ на южнокитайския диалект мин нан, характерен за тези райони и все още говорим в западните и югозападни части на града. Буквалният превод означава „долната порта“ и вероятно се е свързвал с разположението на града върху устието на река Дзиулун (в буквален превод Реката на Деветте дракона). По-късно името е заменено с модерния топоним „廈門“, който на мандарин се произнася по същия начин – „Xiàmén“, но означава „Порта на замъка“.

### Градът през вековете
По време на управлението на династия Дзин през 282 г. н.е. територията на града е обявена за район Тон'ан, а по-късно при династия Сун (960 – 1279 г. н.е.) днешният Сямън се използва и като пристанище за търговия с други народи. През 1387 г. н.е. по време на династията Мин в града е създаден флот за защита на територията от нападения на пирати.
След завземането на управлението от манджурската династия Цин през 1644 г. н.е. верният на династия Мин военноначалник Гуо Син Йе използва Сямън като ключова позиция за извършване на контраатаки срещу манджурите в периода 1650 – 1660 г. н.е. През 1656 г. н.е. той преименува остров Сямън на Съмин („思明洲“) или в превод „спомен за династия Мин“.
През следващите векове нееднократно името на града се променя от Сямън на Съмин и обратно, докато накрая окончателно се установява наименованието Сямън, а Съмин е наречен един от централните райони на града, съществуващ и днес.
Има данни за посещения на европейски търговци в Сямън, датиращи от 16 в. и свързани с факта, че градът векове наред е бил главно пристанище на Китай за износ на чай. Предполага се, че на това се дължи и влиянието на южнокитайския диалект мин нан върху западноевропейските езици, изразяващо се във вероятното заимстване на думи в редица западноевропейски езици като напр. „чай“ („tea“ – 茶; tê), „кетчуп“ („ketcup“ – 茄汁; kiô-chap), а така също и в разпространението на термини, познати до този момент само на местното население.
По време на Първата опиумна война между Великобритания и Китай британците окупират града след Битката при Амой на 26 август 1841 г. По силата на клауза от Нанкинския договор (1842 г.), слагащ край на войната, Китай се задължава да отвори пет пристанища за международна търговия, сред които е Сямън. В резултат на това градът се превръща в един от центровете, от които европейската култура навлиза в Китай. Впоследствие множество европейци се заселват в Сямън, първоначално на един от островите, които се включват в териториалните предели на града – Гулан-ю. Ето защо и до днес остров Гулан-ю е известен със западноевропейската си архитектура, традицията за изпълнения на пиано, чуващи се непрестанно от почти всяко кътче на острова, и спортните състезания.
Същевременно голям брой местно население се разселва към Югоизточна Азия и Тайван през 19 и началото на 20 век, разпространявайки по този начин характерните за този район езикови особености и традиции. По-късно именно техни представители се завръщат в града и основават редица културни и образователни институции.

### Нова история
След избухването на Втората световна война Сямън се намира под окупацията на Япония до септември 1945 г. В последвалата китайска гражданска война островите Сямън и Гулан-ю са окупирани от комунистическата армия на Мао Дзедун през 1949 г., като националистите (Гоминдан) запазват контрола върху остров Дзинмън (Кинмън). През 1955 г. и 1958 г. след началото на Студената война избухва конфликт между Китайската народна република (КНР) и Китайската република Тайван (т. нар. Първа и Втора тайванска национална криза), в който армията на КНР бомбардира офшорните острови, намиращи се под контрола на Тайван, в това число и остров Дзинмън. В отговор на атаката националистите извършват контрабомбардировки над остров Сямън. Впоследствие по политически причини източната част на остров Сямън и голяма част от крайбрежието на Фудзиен, разположено срещу офшорните острови, остават неразвити чак то 70-те години на миналия век.
Когато Китай започва икономическите си реформи, Сямън е обявен за една от т. нар. специални икономически зони, създадени през 80-те години на миналия век с цел улесняване на чуждестранните инвестиции, в т. ч. и инвестиции на китайски граждани, живеещи в чужбина. В резултат на това икономиката на града се развива с изключителни темпове. На 18 април 1988 г. Сямън получава субпровинциален статус, попадайки по този начин в държавния план за регионално развитие.
През 2001 г. правителствата на КНР и Тайван се споразумяват да започнат осъществяването на т. нар. План на трите връзки (план за възстановяване на далекосъобщителни, транспортни и търговски връзки), създаден още през 1979 г. Като резултат от техните усилия са възобновени фериботните, търговските и пощенските връзки между КНР и офшорните острови, в т. ч. и между Сямън и Дзинмън. Впоследствие започват да се извършват и директни полети до Тайван.

## География

### Разположение
Сямън обхваща островите Сямън, Гулан-Ю, част от континенталния район между левия бряг на река Дзиулун на запад и островите на Сян'ан на североизток. Централната градска част е разположена на остров Сямън, включващ районите Хули и Съмин. Останалите четири района – Хайцан, Дзимей, Тун'ан и Сян'ан. се намират върху континенталната част на града.

### Климат
Климатът на Сямън се определя като мусонен влажен субтропичен климат, характеризиращ се с дълго, горещо и влажно лято (но по-прохладно в сравнение с другите градове от провинцията) и кратка, мека и суха зима. Най-горещият месец от годината е юли със средна денонощна температура от 27,8 °C, а най-студеният – февруари, със средна температура 12,4 °C. Това прави средна годишна температура от около 20,4 °C. Слънчевите дни през месец март представляват 24%, докато през юли те са около 56%. Така средногодишно градът има 1853 слънчеви часове. Минусовите температури са изключително рядко явление, като за последно сняг е бил наблюдаван през януари 1893 г., когато снеговалежи е имало също и в Гуанджоу, Макао, Хонг Конг и Тайпе.

### Административно устройство
Сямън се състои общо от 6 района (区 qū):
- Хули (湖里区 Húlǐ qū) с население 931 291 д. (2010 г.), площ 73,77 km2 , гъстота на населението 14 782 д./km2
- Съмин (思明区 Sīmíng qū) с население 929 998 д. (2010 г.), площ 83,99 km2 , гъстота на населението 12 740 д./km2
- Хайцан (海沧区 Hǎicāng qū) с население 288 739 д. (2010 г.), площ 186,46 km2 , гъстота на населението 1863 д./km2
- Дзимей (集美区 Jíměi qū) с население 580 857 д. (2010 г.), площ 274,29 km2 , гъстота на населението 2105 д./km2
- Тун'ан (同安区 Tóng'ān qū) с население 496 129 д. (2010 г.), площ 669,36 km2 , гъстота на населението 754 д./km2
- Сян'ан (翔安区 Xiáng'ān qū) с население 304 333 д. (2010 г.), площ 411,50 km2 , гъстота на населението 865 д./km2

Районите Хули и Съмин образуват т. нар. специална икономическа зона.

## Население
Според данни от последното преброяване на населението от 2010 г. населението на Сямън е било 3 531 347 жители или почти 1,8 пъти повече в сравнение с предходното преброяване от 2000 г. Това прави среден ръст на населението за периода 2000 – 2010 г. от около 5,57%.

## Икономика
Сямън е град с много добре развита икономика. Основните икономически отрасли, характерни за града, са риболов, корабостроене, хранителна промишленост, машиностроене, химическа промишленост, телекомуникационни и финансови услуги.
През 2008 г. БВП на Сямън се достига 156 млрд. юана или с около 11% повече в сравнение с 2007 г. През същата година са одобрени общо 356 инвестиционни проекти в града на обща сума около 2 млрд. щ. д. В резултат на икономическата политика на местното правителство по данни от 2008 г. приходите от внос и износ възлизат на около 45 млрд. щ. д.
Сямън също така е домакин на ежегодно провежданото през септември „Международно изложение за инвестиции и търговия“, целящо да привлече повече чуждестранни инвеститори към континентален Китай.
Градът разполага с отлични транспортни връзки. Само за последните години Сямън инвестира над 30 млрд. юана в инфраструктурни проекти.
Наред с това в града е развит и банковият сектор. Най-голямата банка е притежаваната от държавата Китайска търговска банка, следвана от Международна банка Сямън и изцяло финансираната с чуждестранни средства Банка Сямън. В града има и представителства на чуждестранни банки.
В Сямън се намират управленията на редица индустриални зони: Експортна зона Сямън, Тайванска инвестиционна зона Сямън Хайцан, Тайванска търговска зона Синлин, Индустриална зона за високи технологии, Свободна зона за търговия Сямън Сян'ю.

## Транспорт
Остров Сямън се свързва с континенталната част на града посредством морската дига Гао-Дзи (Гаоци-Дзимей), четири моста – Дзимей, Сямън, Синлин, Хайцан, и един подводен тунел – Сян'ан.

### Градски транспорт
Общественият транспорт в града се извършва предимно от т. нар. експресен автобусен превоз (ЕАП). Системата на ЕАП в Сямън представлява мрежа от виадукти, разположени над основните пътни артерии, по които се движат само автобуси, с автобусни спирки и таксуване на пътниците, сходни с тези на т. нар. леко метро. По-голямата част от 115-те километра пътища на ЕАП са разположени на остров Сямън. Понастоящем системата на ЕАП се състои от 5 автобусни линии, като в града функционират и 20 директни автобусни линии, свързващи отделни точки на града със съответните автобусни спирки на ЕАП.
Лесен начин на придвижване в града е и използването на таксита или велосипеди. За разлика от повечето китайски градове обаче мотопедите и мотоциклетите са забранени в града, а на остров Гулан-ю забраната важи и за автомобилите.
От 2013 г. насам в Сямън е започнал строежът на метросистема, като първата метролиния се очаква да бъде пусната в експлоатация през 2017 г. За момента е одобрен строежът на общо 3 метролинии, като плановете на местното правителство са метросистемата на Сямън да включва 6 метролинии с обща дължина 246,2 km и 138 метростанции.

### Пътища
Сямън се свързва с пътната система на провинция Фудзиен, както и с тази на съседните провинции Гуандун, Дзянси и Джъдзян посредством 2 магистрали: Фуджоу – Сямън и Джанджоу – Сямън.

### Железопътен транспорт
Железопътният транспорт на Сямън включва линиите Интан – Сямън, Лунйен – Сямън, високоскоростната линия Фуджоу – Сямън и високоскоростната линия Сямън – Шънджън, като всички са свързани с националната жп мрежа. Директни влакове обслужват пътниците, пътуващи от Сямън за Шанхай, Нандзин, Хъфей, Фуджоу, Нанчан и Интан.
Централната жп гара на града е разположена на остров Сямън. В експлоатация са още жп гара Сямън – Север и жп гара Сямън – Гаоци.

### Въздушен транспорт
В града е разположено и летище – Международно летище Сямън – Гаоци. От него се извършват над 60 вътрешни и редица международни полети. В сравнение с останалите летища в Китай летище Гаоци се нарежда в топ 11 на най-натоварените китайски летища по пътникопоток, топ 8 по товарни превози и топ 10 по въздушен трафик. Летището има капацитет да бъдат превозвани около 27 млн. пътници и около 670 000 тона товари годишно.
Сямън има директни полети до повечето големи градове на Китай, специалните административни райони Хонг Конг и Макао, Тайпе, както и директни международни полети до Амстердам, Банкок, Пенанг, Куала Лампур, Манила, Джакарта, Сингапур, Осака, Нагоя, Токио, Сеул.
Летището е разположено в северната част на остров Сямън, като пътуването с такси от него до центъра на града при нормални пътни условия трае около 10 – 15 мин.

### Воден транспорт

#### Пътнически ферибот
В Сямън функционират пътнически фериботи, които могат да превозват пътници както до редица китайски градове, разположени по китайското крайбрежие, така и до островите на града, в т. ч. до намиращия се под контрола на Тайван остров Дзинмън.

#### Пристанище Сямън
Пристанището на града е голямо дълбоководно пристанище, разположено в северната част на остров Сямън. То разполага с отлични транспортни връзки с града. Още от 80-те години на миналия век пристанището е едно от най-натоварените в Китай, а класация от 2011 г. го нарежда сред 18-те най-натоварени пристанища в целия свят.
Общата пристанищна линия е около 64,5 km, а дълбочината достига до 12 m. По отношение на товарите, които минават през пристанището, Сямън е най-голямата база в света за складиране на сурови волфрамови материали, както и най-големият производител на слънчеви очила, като годишно изнася над 120 млн. чифта очила.

## Туризъм
Сямън и околностите на града са известни с красивите плажни ивици. Освен това посетителите на града могат да се насладят и на гледката, откриваща се от остров Гулан-ю (т. нар. Остров на пианата) към централните части на Сямън. Ботаническата градина на Сямън също е една от множеството забележителности на града. Будисткият храм Нанпутуо, датиращ от времето на династия Тан, е истинско национално съкровище. Сред атракциите на града е и групата острови Дзинмън (Кинмън), напомнящи за периода на конфликт между КНР и Тайван преди около 50 г.
Туристическите дестинации в града често включват и посещение на университета Сямън, който е известен със сградите, построени в традиционен китайски стил, огромните зелени площи и изкуствени езера и невероятната гледка към морското крайбрежие, откриваща се от университетския кампус Съмин. Неслучайно университетът се смята за един от най-красивите университети в цял Китай.